# Juan José Campanella
Juan José Campanella (Buenos Aires, 19 de juliol de 1959) és un director de cinema i televisió, guionista i productor argentí. Una de les pel·lícules que va dirigir, El secreto de sus ojos, va guanyar el premi Oscar a la Millor pel·lícula de parla no anglesa el 2010.

## Carrera
Juan José Campanella és conegut sobretot per la seva carrera en cinema com a director i guionista en les pel·lícules El mismo amor, la misma lluvia (1999), El hijo de la novia (2001), Luna de Avellaneda (2004), El secreto de sus ojos (2009) i Metegol. També va ser un dels productors i supervisors de la pel·lícula Belgrano (2010), dirigida per Sebastián Pivotto.
El hijo de la novia va ser nominada a l'Oscar a la millor pel·lícula de parla no anglesa, de la mateixa manera que El secreto de sus ojos, que va rebre el premi el 2010. Aquesta pel·lícula, d'altra banda, va ser adaptada en 2015 amb el títol Secret in Their Eyes.
En televisió ha estat creador, director i guionista de les sèries Vientos de agua (2006), El hombre de tu vida (2011-2012) i Entre caníbales (2015). També ha treballat en diversos programes educatius i socials per al canal Encuentro del Ministeri d'Educació. Als Estats Units ha dirigit alguns capítols de sèries com Law & Order: Special Victims Unit, House MD i Halt and Catch Fire.
És també director de la productora de cinema i televisió 100 Bares.
Campanella sol treballar amb els mateixos actors, entre ells Ricardo Darín, Eduardo Blanco, Héctor Alterio, Soledad Villamil, Guillermo Francella i Pablo Rago.

## Reconeixements
En 2006 li va ser atorgada la nacionalitat espanyola per carta de naturalesa, una concessió especial d'Espanya a persones de particulars mèrits.
En 2014 va ser homenatjat en la Cambra de Diputats de la Nació Argentina per la seva trajectòria.

## Filmografia

### Cinema
| Any  | Pel·lícula                                        | Paper                                            |
| ---- | ------------------------------------------------- | ------------------------------------------------ |
| 1979 | Prioridad nacional (migmetratge)                  | Director i actor                                 |
| 1984 | Victoria 392 (no estrenada comercialment)         | Director, productor, guionista, actor i muntatge |
| 1991 | The Boy Who Cried Bitch (pel·lícula independient) | Director                                         |
| 1999 | El mismo amor, la misma lluvia                    | Director i guionista                             |
| 2001 | El hijo de la novia                               | Director, guionista i actor (cameo com a metge)  |
| 2004 | Luna de Avellaneda                                | Director y guionista                             |
| 2009 | El secreto de sus ojos                            | Director y guionista                             |
| 2010 | Belgrano                                          | Productor, supervisor i muntatge                 |
| 2013 | Metegol                                           | Director i guionista                             |
| 2019 | El cuento de las comadrejas                       | Director i guionista                             |

### Televisió
| Any       | Sèrie/telenovel·la                     | Paper                          | Notes                                         |
| --------- | -------------------------------------- | ------------------------------ | --------------------------------------------- |
| 1992-1996 | Lifestories: Families in crisis        | Director                       | Sèrie de televisió estatunidenca, 6 episodis  |
| 1995      | CBS Schoolbreak Special                | Director                       | Sèrie de televisió estatunidenca, 1 episodi   |
| 2000      | Strangers with Candy                   | Director                       | Sèrie de televisió estatunidenca, 6 episodis  |
| 2001      | Culpables                              | Coguionista                    | Sèrie de televisió argentina                  |
| 2002      | Ed                                     | Director                       | Sèrie de televisió estatunidenca, 1 episodi   |
| 2002      | The Guardian                           | Director                       | Sèrie de televisió estatunidenca, 1 episodi   |
| 2003      | Dragnet                                | Director                       | Sèrie de televisió estatunidenca, 1 episodi   |
| 2006      | Seis grados                            | Director                       | Sèrie de televisió estatunidenca, 1 episodi   |
| 2006      | Law & Order: Special Victims Unit      | Director                       | Sèrie de televisió estatunidenca, 17 episodis |
| 2006      | 30 Rock                                | Director                       | Sèrie de televisió estatunidenca, 17 episodis |
| 2006      | Vientos de agua                        | Creador, director i guionista  | Minisèrie de televisió argentino-espanyola    |
| 2007-2010 | House MD                               | Director                       | Sèrie de televisió estatunidenca, 5 episodis  |
| 2011      | Recordando el show de Alejandro Molina | Cocreador amb Alejandro Dolina | Cicle televisiu argentí                       |
| 2011      | Un año para recordar                   | Cameo com ell mateix           | Telecomèdia argentina, 1 episodi              |
| 2011-2012 | El hombre de tu vida                   | Creador, director i guionista  | Sèrie de televisió argentina                  |
| 2014      | Halt and Catch Fire                    | Director                       | Sèrie de televisió estatunidenca, 5 episodis  |
| 2015      | Entre caníbales                        | Creador, director i guionista  | Sèrie de televisió argentina                  |
| 2016      | Colony                                 | Director i productor executiu  | Sèrie de televisió estatunidenca              |

### Videoclips
| Any  | Títol                | Rol      | Grup musical | Àlbum                  |
| ---- | -------------------- | -------- | ------------ | ---------------------- |
| 2012 | "La vuelta al mundo" | Director | Calle 13     | Entren los que quieran |

## Premis i nominacions
Campanella ha rebut diferents premis Còndor de Plata, Martín Fierro i Clarín. El 2011 li atorgaren dos Premis Konex. Fora del seu país, va ser nominat a quatre Premis Goya, dels quals va guanyar dos per El secreto de sus ojos i Metegol. El secreto de tus ojos Fos del seu país, va ser nominat a quatre Premis Goya, dels quals va guanyar dos per El secret dels seus ulls i Metegol. El secret dels teus ulls va obtenir el premi Oscar a la millor pel·lícula de parla no anglesa.

### Premis Oscar
| Any  | Categoria                             | Pel·lícula             | Resultat  |
| ---- | ------------------------------------- | ---------------------- | --------- |
| 2001 | Millor pel·lícula de parla no anglesa | El hijo de la novia    | Nominat   |
| 2009 | Millor pel·lícula de parla no anglesa | El secreto de sus ojos | Guanyador |

### Premis Goya
| Any  | Categoria                        | Pel·lícula             | Resultat  |
| ---- | -------------------------------- | ---------------------- | --------- |
| 2009 | millor pel·lícula iberoamericana | El secreto de sus ojos | Guanyador |
| 2009 | Millor director                  | El secreto de sus ojos | Nominat   |
| 2009 | Millor guió adaptat              | El secreto de sus ojos | Nominat   |
| 2014 | millor pel·lícula d'animació     | Metegol                | Guanyador |

### Premis Cóndor de Plata
| Any  | Categoria            | Pel·lícula                     | Resultat  |
| ---- | -------------------- | ------------------------------ | --------- |
| 2013 | Millor director      | Metegol                        | Nominat   |
| 2013 | Millor guió adaptat  | Metegol                        | Nominat   |
| 2013 | Millor muntatge      | Metegol                        | Guanyador |
| 2009 | Millor director      | El secreto de sus ojos         | Guanyador |
| 2009 | Millor guió adaptat  | El secreto de sus ojos         | Guanyador |
| 2009 | Millor muntatge      | El secreto de sus ojos         | Guanyador |
| 2004 | Millor director      | Luna de Avellaneda             | Nominat   |
| 2004 | Millor guió original | Luna de Avellaneda             | Nominat   |
| 2001 | Millor director      | El hijo de la novia            | Guanyador |
| 2001 | Millor guió original | El hijo de la novia            | Guanyador |
| 1999 | Millor director      | El mismo amor, la misma lluvia | Guanyador |
| 1999 | Millor guió original | El mismo amor, la misma lluvia | Guanyador |

### Premis Konex
| Any  | Categoria                              | Resultat  |
| ---- | -------------------------------------- | --------- |
| 2011 | Diploma al Mèrit - Director de cine    | Guanyador |
| 2011 | Konex de Platí - Director de cinema    | Guanyador |
| 2011 | Diploma al Mèrit - Guionista de cinema | Guanyador |
| 2011 | Konex de Platí - Guionista de cinema   | Guanyador |

### Premis Martín Fierro
| Any  | Categoria                | Pel·lícula           | Resultat  |
| ---- | ------------------------ | -------------------- | --------- |
| 2001 | Millor autor/llibretista | Culpables            | Guanyador |
| 2006 | Millor director          | Vientos de agua      | Guanyador |
| 2006 | Millor autor/libretista  | Vientos de agua      | Guanyador |
| 2011 | Millor director          | El hombre de tu vida | Guanyador |
| 2011 | Millor autor/libretista  | El hombre de tu vida | Guanyador |
| 2012 | Millor director          | El hombre de tu vida | Guanyador |
| 2012 | Millor autor/libretista  | El hombre de tu vida | Nominat   |

### Premis Clarín
| Año  | Categoría       | Película               | Resultado |
| ---- | --------------- | ---------------------- | --------- |
| 2009 | Millor director | El secreto de sus ojos | Guanyador |
| 2009 | Millor guió     | El secreto de sus ojos | Guanyador |

### Medalles del Cercle d'Escriptors Cinematogràfics
| Año  | Categoría           | Película               | Resultado |
| ---- | ------------------- | ---------------------- | --------- |
| 2009 | Millor guió adaptat | El secreto de sus ojos | Guanyador |